# Chiesa dei Santi Giacomo e Cristoforo (Podenzana)
La chiesa dei Santi Giacomo e Cristoforo è la parrocchiale di Podenzana, in provincia di Massa-Carrara e diocesi di Massa Carrara-Pontremoli; fa parte del vicariato di Aulla.

## Storia

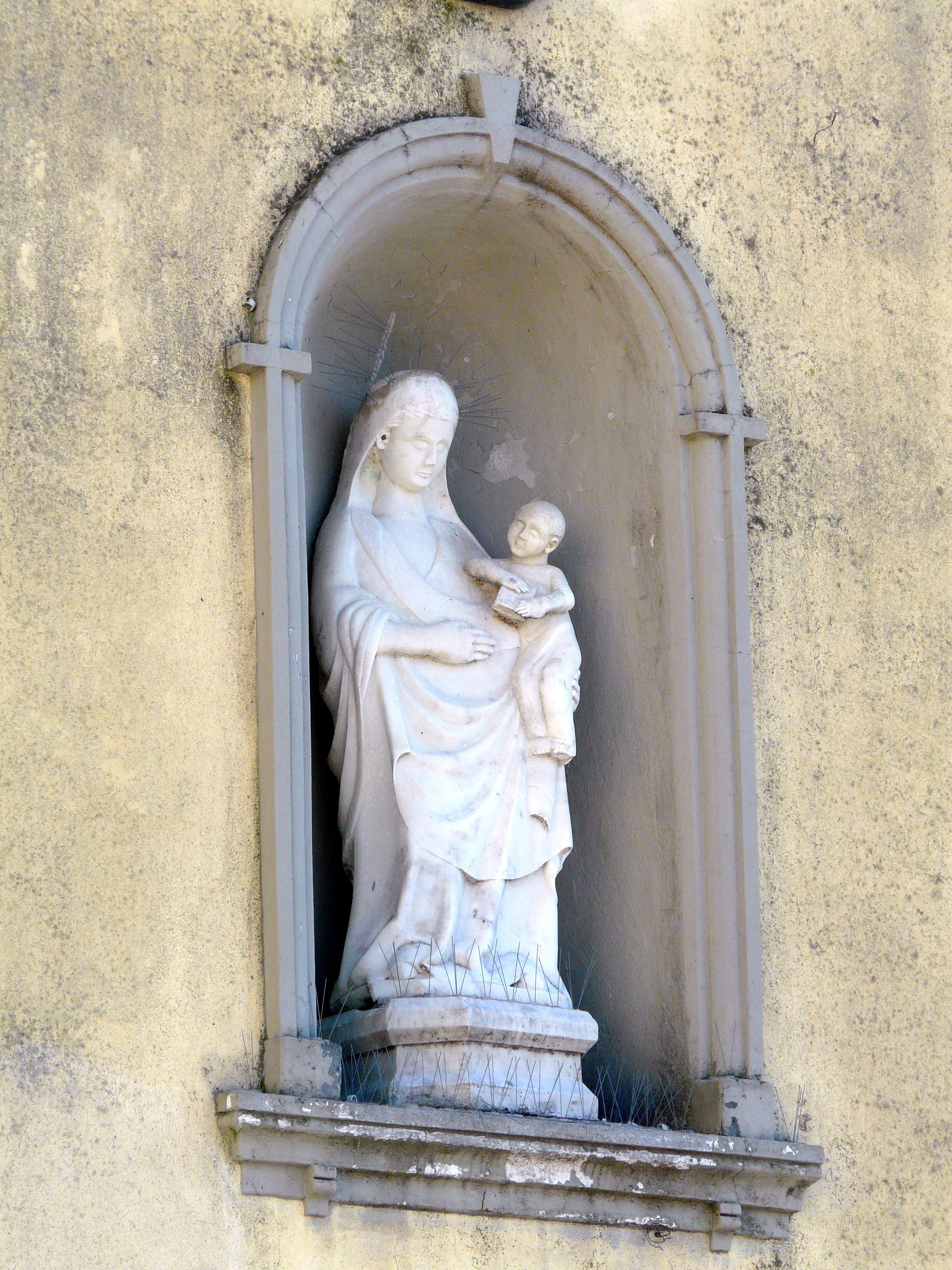
La statua della Vergine in facciata

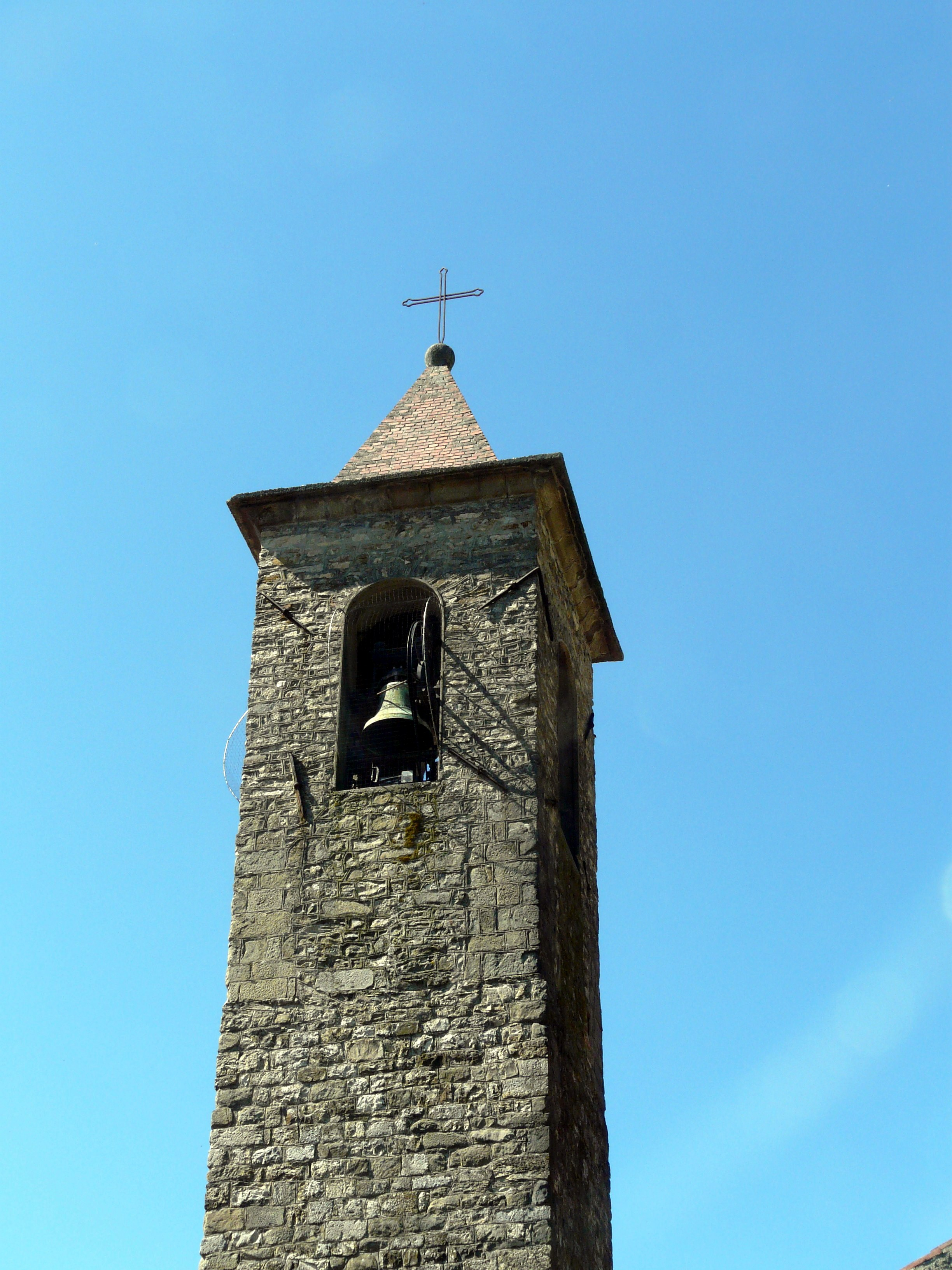
Il campanile

Nell'anno 884 il marchese Adalberto I di Toscana fondò l'abbazia di San Caprasio di Aulla e vi sottomise pure la zona di Podenzana.
 La chiesa di San Giacomo di Podenzana è menzionata nella decima papale del 1297 e in quella 1288 e anche negli Estimi della diocesi di Luni redatti tra il 1470 e il 1471; questa chiesa fu eretta a parrocchiale il 20 giugno 1558.
La chiesa attuale è frutto del rifacimento condotto nel 1772; l'edificio subì alcuni danni durante l'incendio scoppiato il 11 aprile 1817.
Nel 1822 la chiesa passò dalla diocesi di Luni-Sarzana a quella di Massa, eretta il 18 febbraio dello stesso anno.

## Descrizione

### Esterno
La facciata è a salienti: la parte centrale, corrispondente alla navata, presenta due paraste laterali sorreggenti il timpano di forma triangolare, il portale caratterizzato da un cartiglio in cui è riportata la data del rifacimento, la nicchia ospitante una statua della Vergine Maria con il Bambino e una finestra quadrilobata; le due parti laterali, che corrispondono alle cappelle, presentano ciascuna una finestra.

### Interno
L'interno dell'edificio si compone di un'unica navata, suddivisa in cinque campate e voltata a botte, la quale presenta dei costoloni e delle catene trasversali; anche le cappelle laterali hanno le volte a volte, mentre la campata del presbiterio è caratterizzata dalla volta a crociera. Al termine dell'aula vi è il presbiterio, rialzato di tre gradini, in cui è collocato l'altare maggiore, caratterizzato da marmi policromi, dal tabernacolo che presenta delle statuette di cherubini e dal salotto tripartito.